# (4444) Escher
(4444) Escher es un asteroide perteneciente al cinturón de asteroides, descubierto el 16 de septiembre de 1985 por Hans Ulrik Nørgaard-Nielsen y sus compañeros también astrónomos Leif Hansen y Per Rex Christensen desde el Observatorio de La Silla, Chile.

## Designación y nombre
Designado provisionalmente como 1985 SA. Fue nombrado Escher en honor del dibujante y grabador holandés Maurits Cornelis Escher.

## Características orbitales
Escher está situado a una distancia media del Sol de 2,323 ua, pudiendo alejarse hasta 2,637 ua y acercarse hasta 2,010 ua. Su excentricidad es 0,134 y la inclinación orbital 7,390 grados. Emplea 1293 días en completar una órbita alrededor del Sol.

## Características físicas
La magnitud absoluta de Escher es 13,7.
En base a su brillo y la forma en que refleja la luz, Escher probablemente tiene entre 4.640 y 10.376 kilómetros de diámetro, lo que lo hace más grande que el 99% de los asteroides.